# Chrysopolomides nivea
Chrysopolomides nivea är en fjärilsart som beskrevs av Aurivillius 1903. Chrysopolomides nivea ingår i släktet Chrysopolomides och familjen snigelspinnare. Inga underarter finns listade i Catalogue of Life.